# Philosepedon humeralis
Philosepedon humeralis är en tvåvingeart som först beskrevs av Johann Wilhelm Meigen 1818.  Philosepedon humeralis ingår i släktet Philosepedon och familjen fjärilsmyggor. Inga underarter finns listade i Catalogue of Life.